# Ctenophoraster marquesensis
Ctenophoraster marquesensis är en sjöstjärneart som beskrevs av Marsh 1974. Ctenophoraster marquesensis ingår i släktet Ctenophoraster och familjen kamsjöstjärnor. Inga underarter finns listade i Catalogue of Life.